# Une demoiselle en détresse
Cet article possède des paronymes, voir Demoiselle en détresse et Jeunes Filles en détresse.
Pour plus de détails, voir Fiche technique et Distribution.
Une demoiselle en détresse (titre original : A Damsel in Distress) est un film musical américain réalisé par George Stevens, sorti le 19 novembre 1937 aux États-Unis.
Inspiré du roman de P.G. Wodehouse, le film met en scène Fred Astaire, Joan Fontaine, Gracie Allen et George Burns

## Synopsis
Au cours d'une tournée à Londres, une vedette de Broadway, Jerry, accompagné de son impresario et de sa stupide secrétaire, accueille une jeune héritière, Alyce, dans son taxi. Fantasque jeune fille de l'aristocratie, Alyce est amoureuse d'un Américain rencontré en Suisse alors que sa sévère tante veut lui faire épouser son insipide cousin. Elle espère retrouver son flirt à Londres mais, surveillée de près par le maître d'hôtel de sa tante, elle se réfugie dans la voiture de Jerry. À la suite des manigances d'un jeune groom soucieux de gagner un pari, Jerry part rejoindre Alyce dans le château ancestral, la croyant en détresse et amoureuse de lui. Jerry trouve un appui inattendu auprès du père d'Alyce alors que lui-même tombe amoureux de la jeune Anglaise. Jerry et Alyce finissent par convoler en justes noces malgré les embûches semées par le groom, le maître d'hôtel, l'impresario et l'intraitable tante.

## Fiche technique
- Titre : Une demoiselle en détresse
- Titre original: A Damsel in Distress
- Réalisateur : George Stevens
- Scénario : P.G. Wodehouse, Ernest Pagano et S. K. Lauren
- Photographie : Joseph H. August
- Montage : Henry Berman
- Musique : George Gershwin et Robert Russell Bennett (non crédité)
- Paroles : Ira Gershwin
- Chorégraphe : Hermes Pan et Fred Astaire
- Directeur musical : Victor Baravalle
- Direction artistique : Van Nest Polglase et Carroll Clark (associé)
- Costumes : Claire Cramer
- Décors : Darrell Silvera
- Régisseur : Albert S. Rogell
- Effets spéciaux : Vernon L. Walker
- Cascadeur : James Fawcett
- Producteur : Pandro S. Berman
- Producteur exécutif : Samuel J. Briskin
- Société de production :  RKO Radio Pictures
- Société de distribution :  RKO Radio Pictures
- Pays de production :  États-Unis
- Langue : anglais
- Format : Noir et blanc — 35 mm — 1,37:1 — Son : Mono (RCA Victor System)
- Genre : Comédie, Film musical
- Durée : 101 minutes (1 h 41)
- Dates de sortie : 
  - États-Unis : 19 novembre 1937
  - France : 12 janvier 1938

## Distribution
- Fred Astaire : Jerry Halliday
- George Burns : George
- Gracie Allen : Gracie
- Joan Fontaine : Lady Alyce Marshmorton
- Reginald Gardiner : Keggs
- Ray Noble : Reggie
- Constance Collier : Lady Caroline
- Montagu Love : Lord John Marshmorton
- Harry Watson : Albert
- Jan Duggan : Miss Ruggles
- Charles Bennett : un bonimenteur au carnaval (non crédité)
- Jack Carson (non crédité)

## À noter
- Fred Astaire attendait depuis longtemps de tourner un film sans Ginger Rogers, leur duo finissant par lasser le public et eux-mêmes.
- Dans ce film les passages dansés sont limités puisque Joan Fontaine ne peut esquisser que quelques pas avec son partenaire. Fred Astaire en est réduit à danser et faire des claquettes ou seul ou avec deux partenaires qui ne peuvent apporter l'élan, le charme et le glamour de Ginger Rogers ou Rita Hayworth, le film en souffre sévèrement.
- C'est le dernier film dont George Gershwin a écrit la musique, puisqu'il est mort — d'une tumeur au cerveau — cinq mois avant sa sortie.

## Box-office
Le film n'a pas été un grand succès commercial contrairement aux espoirs du studio.